# Hausbrunn
Hausbrunn est une commune autrichienne du district de Mistelbach en Basse-Autriche.